# Condado de Merced
O condado de Merced (em inglês:  Merced County) é um dos 58 condados do estado americano da Califórnia. Foi incorporado em 1855. A sede e cidade mais populosa do condado é Merced.

## Geografia
De acordo com o United States Census Bureau, o condado possui uma área de 5 124 km², dos quais 5 011 km² estão cobertos por terra e 113 km² por água.

## Demografia
Segundo o censo nacional de 2020, o condado possui uma população de 281 202 habitantes. Possuía, em 2010, 83 698 residências, que resultava em uma densidade de 17 residências/km².
Das 6 localidades incorporadas no condado, Merced é a cidade mais populosa, com 86 333 habitantes em 2020, enquanto que Atwater é a cidade mais densamente povoada, com 1 786 hab/km². Dos Palos é a cidade menos populosa do condado, com 4 950 habitantes. Apenas 2 cidades possuem população inferior a 10 mil habitantes.